# Aegirocassis benmoulae
Aegirocassis è un artropode estinto, appartenente alla classe dei dinocaridi, vissuto nell'Ordoviciano inferiore (circa 485 - 477 milioni di anni fa) e i suoi resti fossili sono stati ritrovati in Marocco. L'unica specie ascritta a questo genere è A. benmoulae. È considerato uno dei più grandi animali della sua epoca, e poteva oltrepassare i due metri di lunghezza.

## Descrizione
Questo animale è noto per alcuni fossili tridimensionali ritrovati in Marocco, alcuni dei quali pressoché completi. L'animale intero doveva essere lungo circa due metri, e ciò lo rende il più grande tra i dinocaridi noti, nonché uno dei più grandi animali dell'Ordoviciano. Possedeva un corpo segmentato piatto e allungato, costituito da undici segmenti. Ogni segmento era dotato di strutture laterali simili ad ali, sia dorsali che ventrali. Sulla testa erano presenti appendici formate da podomeri, di lunghezza diversa, dotati di setole fini e strutture simili a spine. Nessuno degli esemplari di Aegirocassis rinvenuto finora era dotato di occhi.

## Classificazione
Aegirocassis benmoulae è stato descritto per la prima volta nel 2015, sulla base di resti fossili ritrovati nella formazione Fezouata in Marocco. Questo animale era un membro degli anomalocaridi, o dinocaridi, un gruppo di organismi marini tipici del Paleozoico inferiore, considerati vicini all'origine degli artropodi. In particolare, Aegirocassis è stato attribuito alla famiglia Hurdiidae, comprendente altri generi come Hurdia, Peytoia e il piccolo Schinderhannes.

## Paleoecologia

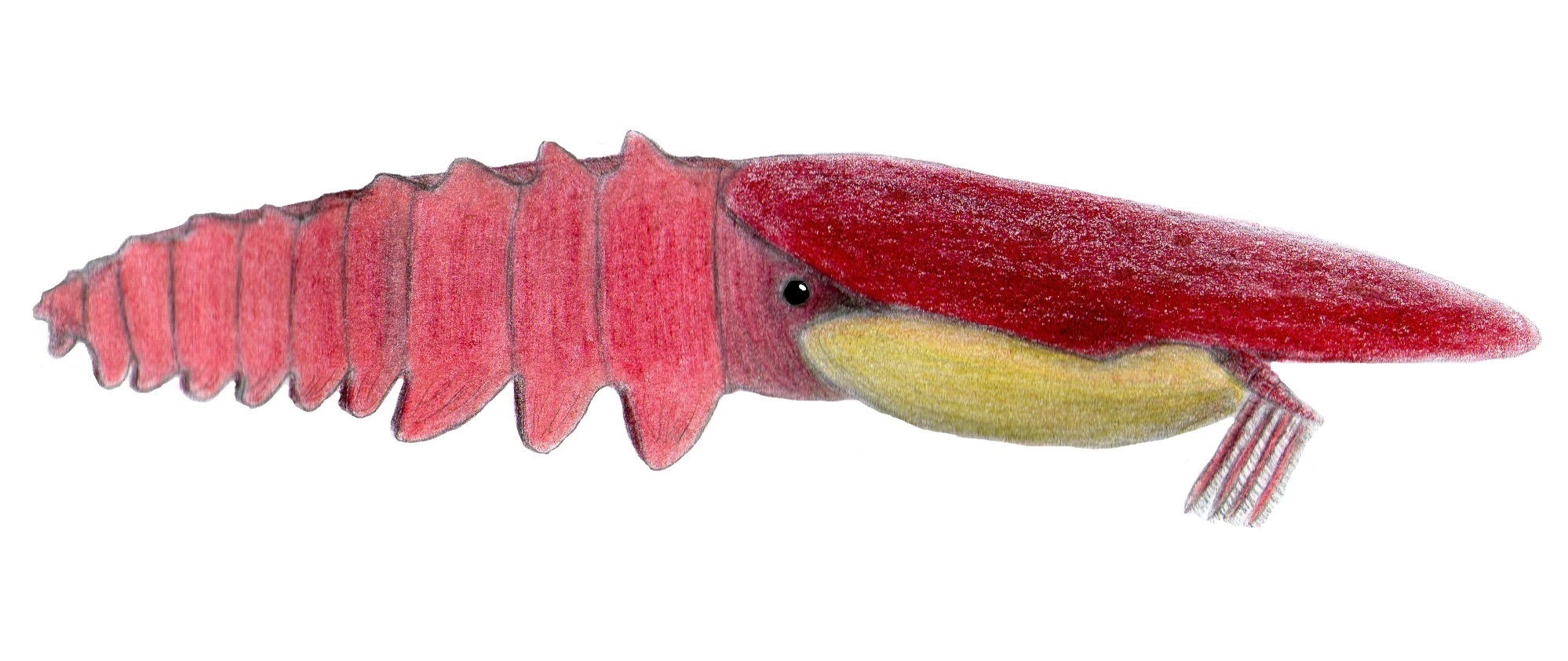
Ricostruzione di Aegirocassis benmoulae

Aegirocassis era un organismo marino. Le appendici boccali venivano tenuti in avanti mentre l'animale nuotava, e formavano una sorta di filtro davanti alla bocca; il plancton così veniva filtrato dall'acqua marina. Questa dieta da filtratore è insolita negli anomalocaridi, in quanto solitamente questi animali erano grandi predatori. Oltre al fossile marocchino, è noto solo un altro anomalocaride filtratore, Tamisiocaris del Cambriano inferiore della Groenlandia. Grazie a questa strategia della dieta e alle sue dimensioni, Aegirocassis sviluppò nei mari dell'Ordoviciano una nicchia ecologica simile a quella delle attuali balene e degli squali balena. L'evoluzione di grandi animali marini filtratori è un indicatore di notevole sviluppo delle comunità planctoniche dell'Ordoviciano e della loro biodiversificazione.

## Importanza dei fossili
La formazione di Fezouata è fondamentale per comprendere l'ecologia dei mari del Paleozoico. In questi depositi marini, oltre a una grande varietà di altre creature, sono state scoperte diverse nuove specie di anomalocarididi. Il biota di Fezouata consente di colmare una lacuna di circa 30 milioni di anni tra gli importanti giacimenti del Cambriano come Burgess Shale e quelli più recenti del Devoniano inferiore. Inoltre, i fossili tridimensionali di Aegirocassis sono particolarmente significativi: fino al 2015, infatti, non si conoscevano fossili di anomalocarididi in tre dimensioni; questa conservazione particolare ha quindi permesso di comprendente meglio l'anatomia, l'ecologia e l'evoluzione degli anomalocaridi.
Molti dettagli dell'anatomia degli esemplari di Aegirocassis hanno portato a una revisione e rivalutazione della ricerca di esemplari già noti di anomalocaridi e, soprattutto, alla conclusione che la coppia ventrale di "ali" è omologa agli arti degli artropodi, e la coppia dorsale è omologa alle strutture branchiate dei lobopodi; queste strutture diedero origine, nel corso del Cambriano, agli arti biramati degli artropodi.